# Union Jeanne d'Arc Phalange Quimper
L'Union Jeanne d'Arc Phalange Quimper, meglio noto come UJAP Quimper, è una società cestistica avente sede a Quimper, in Francia. Fondata nel 1984, gioca nel campionato francese.
Disputa le partite interne nel Salle Michel Gloagen, che ha una capacità di 2.000 spettatori.